# 维托里奥·洛伊
维托里奥·洛伊（義大利語：Vittorio Loi，1942年11月22日—2015年10月14日），意大利男子击剑运动员。他曾代表意大利参加1968年、1972年、1976年和1980年夏季残疾人奥林匹克运动会击剑比赛，获得三枚金牌、四枚银牌和三枚铜牌。